# Poronek
Poronek (Lopezia) je rod rostlin z čeledi pupalkovité. Jsou to byliny a polokeře s jednoduchými listy a drobnými, dvoustranně souměrnými květy. Rod zahrnuje 22 druhů a je rozšířen v Mexiku a Střední Americe. Poronky mají zajímavou biologii opylování. Některé druhy jsou celkem zřídka pěstovány jako letničky se zajímavě tvarovanými květy.

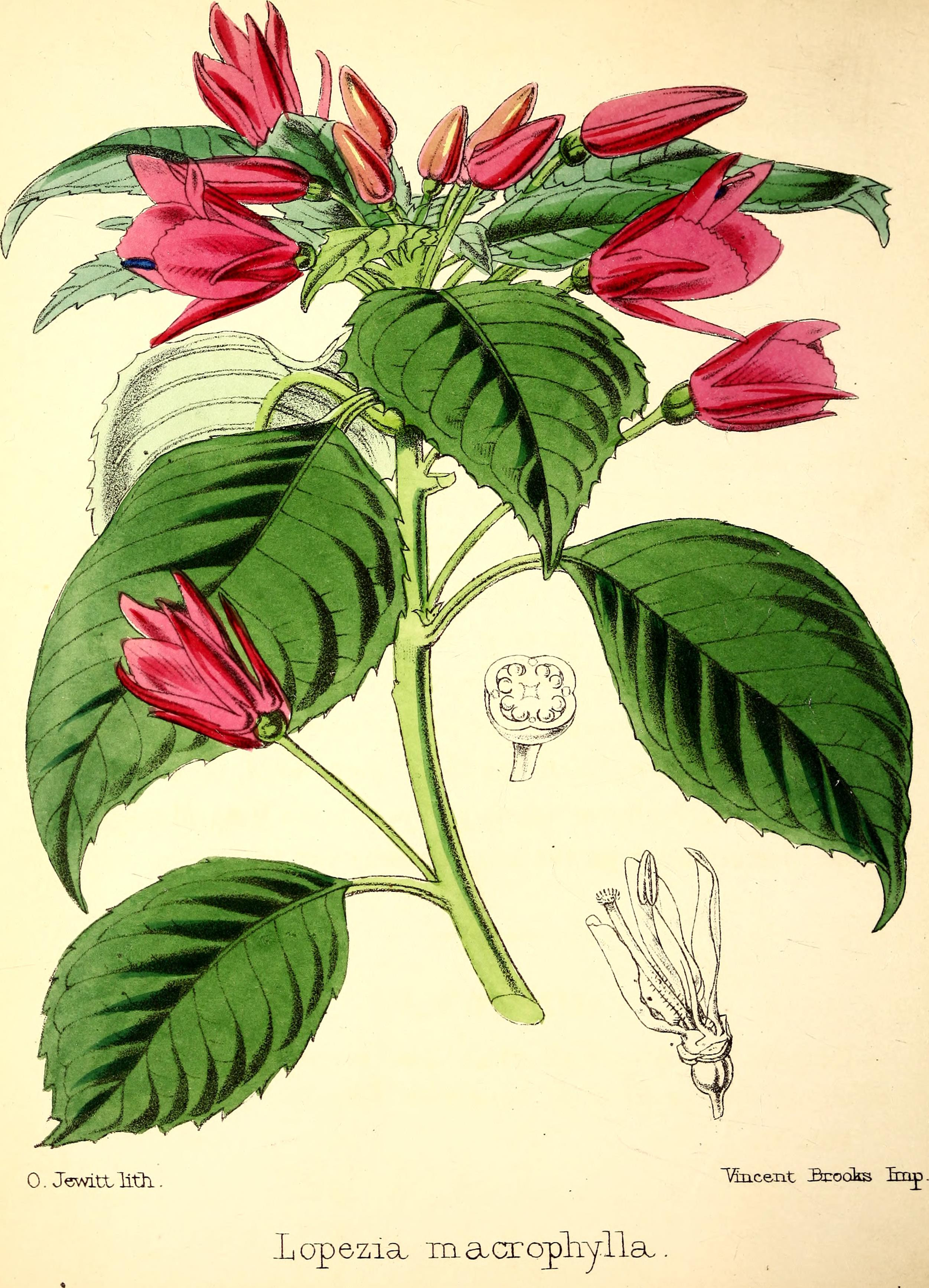
Kresba L. grandiflora z roku 1857

## Popis
Poronky jsou jednoleté nebo vytrvalé, vzpřímeně rostoucí a větvené byliny, řidčeji polokeře. Báze lodyhy je u některých druhů hlízovitá nebo zduřelá. Listy jsou jednoduché, tenké, na okraji pilovité až téměř celokrajné, řapíkaté nebo přisedlé, střídavé nebo ve spodní části lodyhy či na celé rostlině vstřícné. Květy jsou drobné, dvoustranně souměrné, dlouze stopkaté, s málo vyvinutou květní trubkou, uspořádané v hroznech, chocholících nebo výjimečně latách. Češule jen o málo přesahuje semeník. Kalich je tvořený 4 úzkými, zelenými nebo červenými laloky. Koruna je bílá, růžová, červená nebo purpurová, korunní lístky jsou 4, nehetnaté, nestejného tvaru a velikosti. Horní lístky mají někdy na vrcholu nehtu 1 nebo 2 žlázky, spodní jsou bez žlázek a obrácené vzhůru. Tyčinky jsou 2, připojené ke čnělce a na bázi spolu srostlé. Horní tyčinka je plodná, spodní je u většiny druhů plochá, petaloidní a sterilní, bez prašníku (plodná u L. lopezioides). Semeník obsahuje 4 komůrky a nese krátkou nitkovitou čnělku zakončenou lehce laločnatou, poněkud protáhlou bliznou. Plodem je kožovitá, kulovitá až kyjovitá tobolka pukající 4 chlopněmi. Obsahuje většinou mnoho drobných, vejcovitých semen, u několika druhů jsou semena velká a po jednom v každé komůrce tobolky.

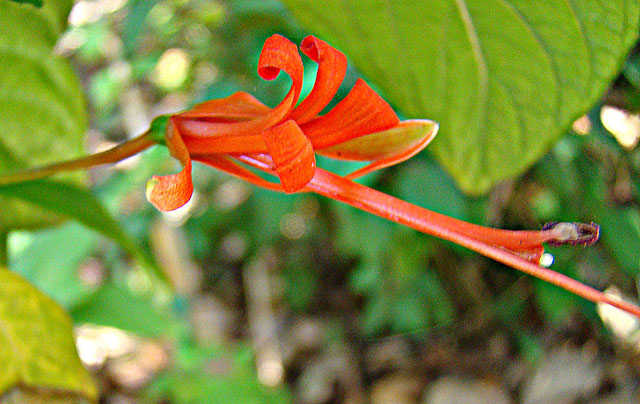
Detail květu L. longiflora

## Rozšíření
Rod poronek zahrnuje 22 druhů. Je rozšířen v Mexiku a Střední Americe. Převážná většina druhů (celkem 18) jsou endemity Mexika. Ve Střední Americe rostou 4 druhy, které sem přesahují z Mexika. Nejdále na jih, až do Panamy, zasahuje L. miniata subsp. paniculata (syn. L. paniculata).
Poronky se vyskytují zejména ve středních nadmořských výškách, přibližně od 1200 do 3000 metrů. Chybějí v pouštních oblastech a tropických nížinách.

## Ekologické interakce
Květy poronků mají vesměs dosti specializované způsoby opylování. Jsou mezi nimi samosprašné i cizosprašné druhy.
Řada druhů má červené květy obsahující nektar a polokeřovitý vzrůst. Patří mezi ně např. L. lopezioides, L. semeiandra, L. grandiflora a L. langmaniae. Tyto druhy jsou opylovány kolibříky. Část druhů (L. miniata a několik dalších) má v květech nástražný systém a je opylována pestřenkami, v menší míře i včelami. Plodná tyčinka je zaklesnutá o sterilní tyčinku lžicovitého tvaru a udržována v setrvalém napětí. Při dosednutí hmyzu se tyčinka uvolní a popráší jeho břicho lepkavým pylem. Tyto druhy jsou protandrické a blizna dozrává až po uvolnění pylu.

## Taxonomie
Rod Lopezia je řazen společně s monotypickým rodem Megacorax do tribu Lopezieae v rámci podčeledi Onagroideae. Tento tribus představuje jednu z bazálních větví čeledi pupalkovité.
Některé druhy byly v minulosti na základě morfologie oddělovány do samostatných rodů (Riesenbachia, Semeiandra, Diplandra, Pseudolopezia).

## Význam
Některé druhy (např. Lopezia hirsuta) jsou celkem zřídka pěstovány jako málo nápadné letničky se zajímavě tvarovanými květy. Jejich pěstování je snadné.